# لبير
 لبير وهو أحد بحور الشعر الشعبي الحساني وينقسم إلى ثلاثة أقسام حسب موقع الگدعة في التفلواتن منه:
- لبير تاطرارت : وفيه سبعة متحركات وتقع الگدعة في المقطع السادس من كل تافلويت مثل :

- لبير تگادرين

و فيه سبعة متحركات ومحل الگدعة فية في المقطع الخامس من كل تافلويت
- لبير العادي :

و يتكون من سبعة متحركات ومحل الگدعة فيه في المقطع السادس من العمود الأول :